# Deutschland-Saga
 Deutschland-Saga ist eine vom Historiker Christopher Clark moderierte Terra X–Dokumentarfilmreihe.

## Inhalt
In der sechsteiligen Terra X–Dokumentarfilmreihe Deutschland-Saga erzählt der Historiker Christopher Clark („Die Schlafwandler“) die Kulturgeschichte des Landes.
Wer waren die ersten Menschen auf deutschem Boden? Welche Spuren haben sie hinterlassen und wie weit reichen diese bis in die Gegenwart? Diese Fragen stellt sich Christopher Clark.
Clark beginnt mit der Entstehung des europäischen Kontinents durch Plattentektonik. Der Cheruskerführer Arminius wird szenarisch dargestellt, mit Szenen aus der zweiteiligen Dokumentationsreihe „Kampf um Germanien“. Auch die Fällung der Donareiche wird szenarisch dargestellt. Karl der Große und seine Krönung zum Kaiser läutete ein neues Zeitalter der Deutschen ein. Clark nennt ihn „Vater von Europa“, da er ein Vielvölkerreich geeint hat und christliche Religion sowie Gesetzgebung eingeführt hat.
Clark besucht verschiedene Orte in Deutschland u. a. die Thomaskirche in Leipzig, da er dort auf den Fußspuren von Johann Sebastian Bach sein möchte, in der Walhalla, wobei er hier bemängelt, dass Karl Marx und Sigmund Freud fehlen, und im KZ Buchenwald, wobei er hier den Spruch Jedem das Seine an dem Tor definiert.
Auch begibt er sich auf die Suche nach den großen Forschern und Tüftlern Deutschlands und zeigt hierbei Alexander von Humboldt, Otto Lilienthal, Albert Einstein, Wernher von Braun und andere Leistungen auch im Bezug auf die Weltgeschichte auf. Er zeigt, dass Konrad Adenauer ein begeisterter Tüftler war, sowie dass Bertha Benz die erste Fernfahrt mit einem Automobil unternahm.

## Musik
Als Musikvorspann dient das Lied „Deutschland“ von den Prinzen.
Zur Untermalungen mit Musik: Zur Sesshaftwerdung von Nomaden am Bodensee wird „Going up the country“ von Canned Heat eingespielt, zur Untermalung des Leidens der Römer am schlechten germanischen Wetter „Over the rainbow“.

## Episodenliste
| Nr. | Episodentitel       | Deutsche Erstausstrahlung |
| --- | ------------------- | ------------------------- |
| 1   | Woher wir kommen    | 30. November 2014         |
| 2   | Wovon wir schwärmen | 2. Dezember 2014          |
| 3   | Was uns eint        | 7. Dezember 2014          |
| 4   | Wonach wir suchen   | 8. März 2015              |
| 5   | Was uns antreibt    | 15. März 2015             |
| 6   | Wer wir sind        | 22. März 2015             |